# کونتسل
کونتسل (به آلمانی: Konzell) یک شهر در آلمان است که در بایرن واقع شده‌است.

## خصوصیات
کونتسل ۲۶٫۷۶ کیلومترمربع مساحت دارد ۵۰۰-۹۰۰ متر بالاتر از سطح دریا واقع شده‌است.

## نگارخانه

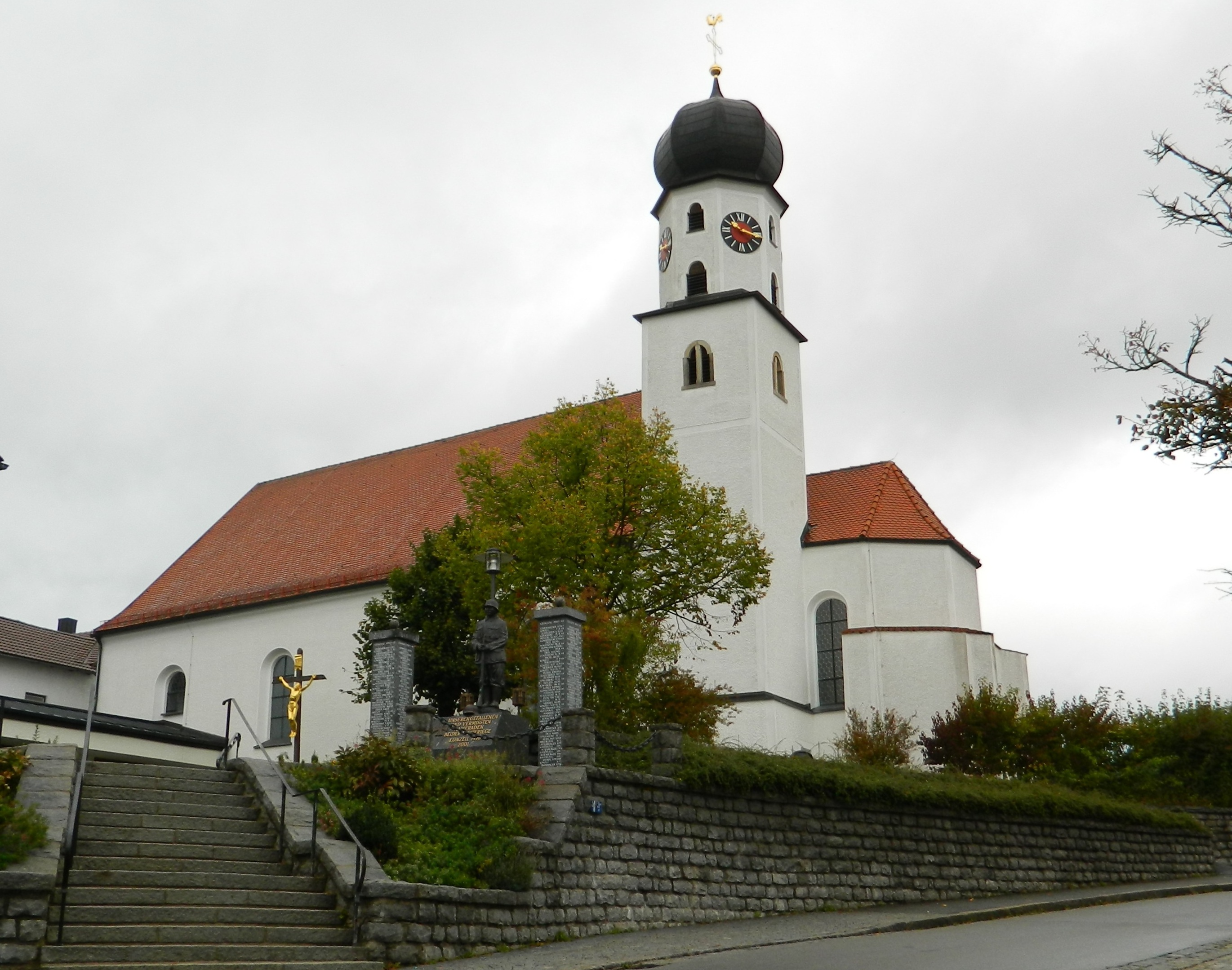
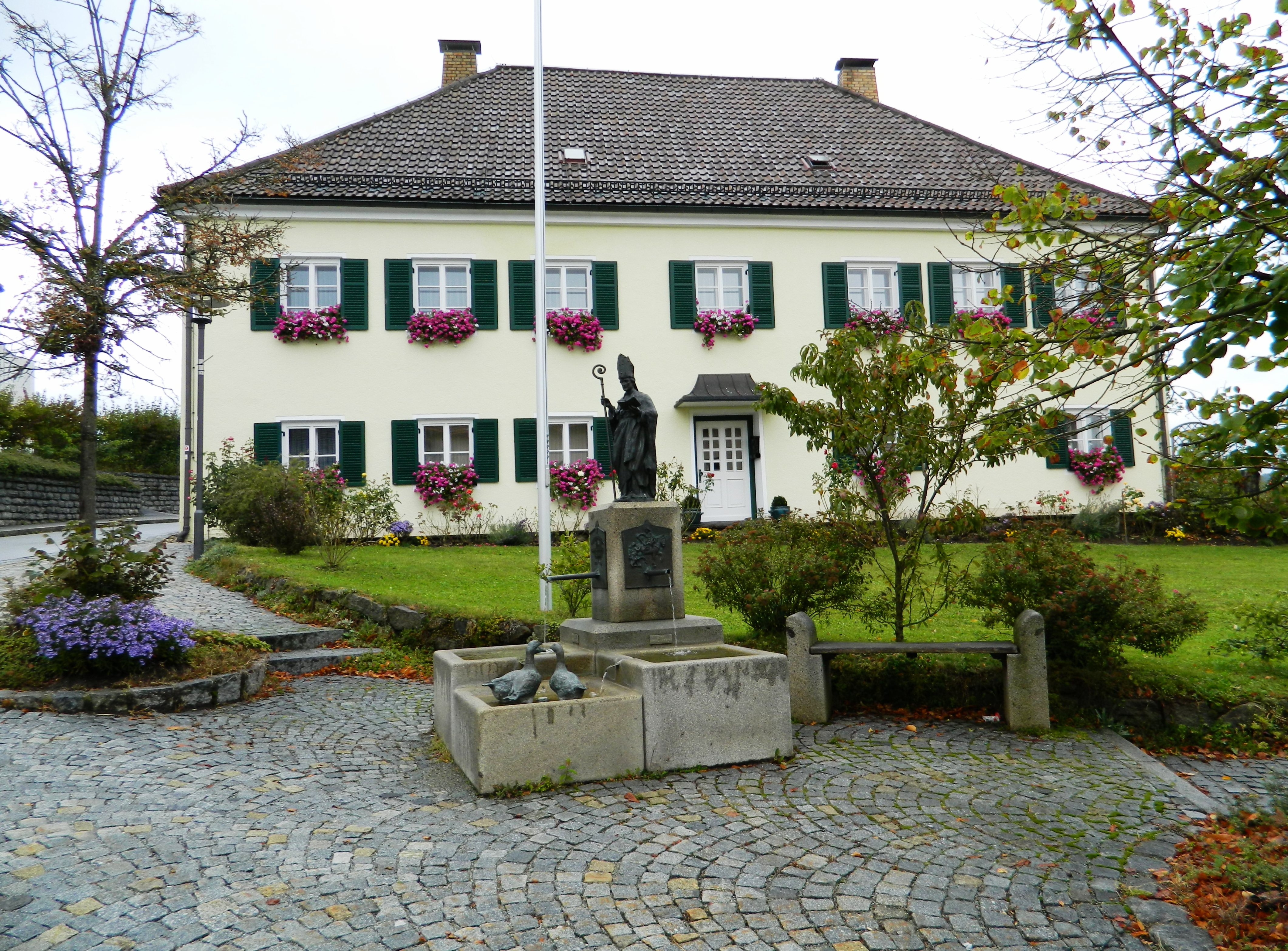
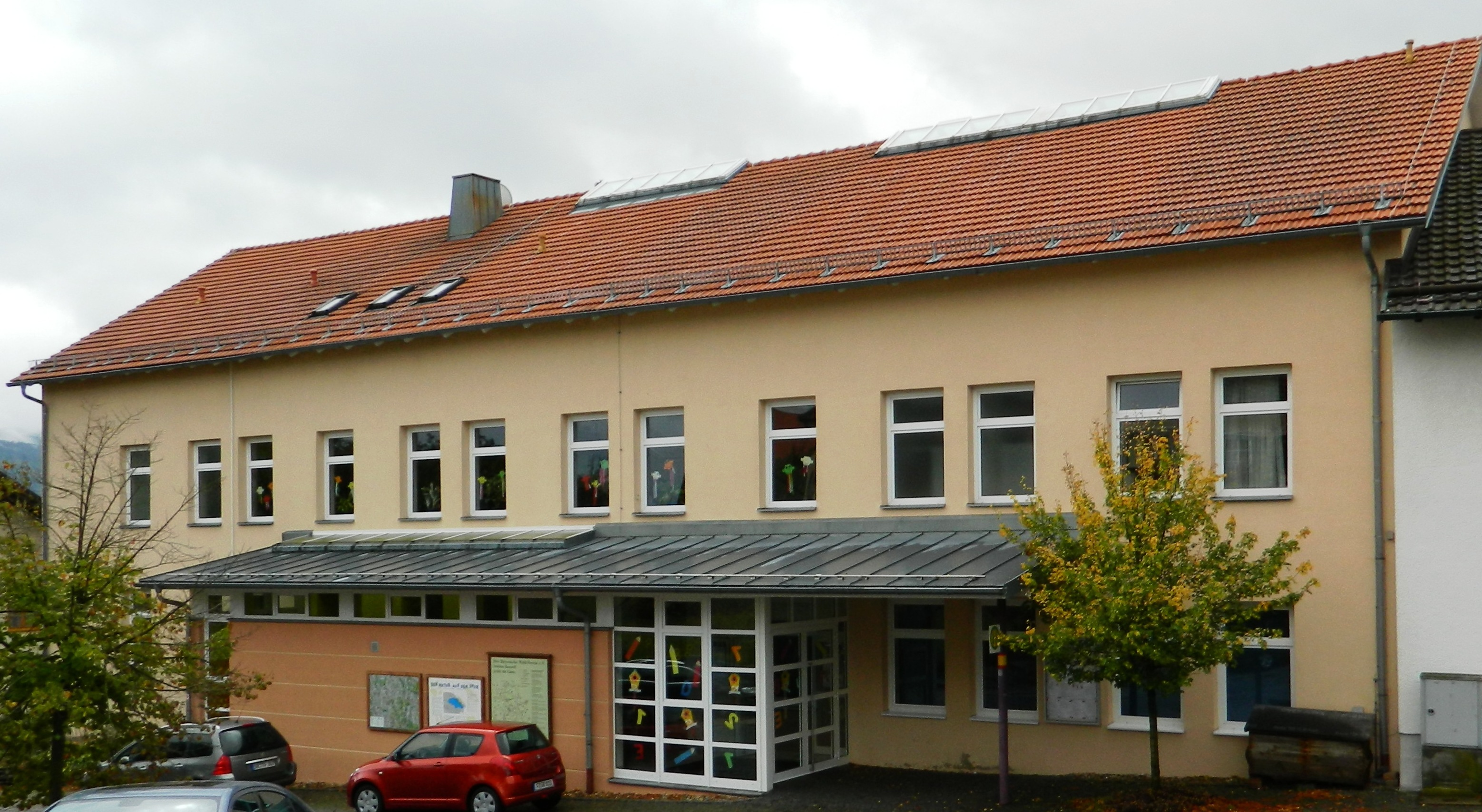
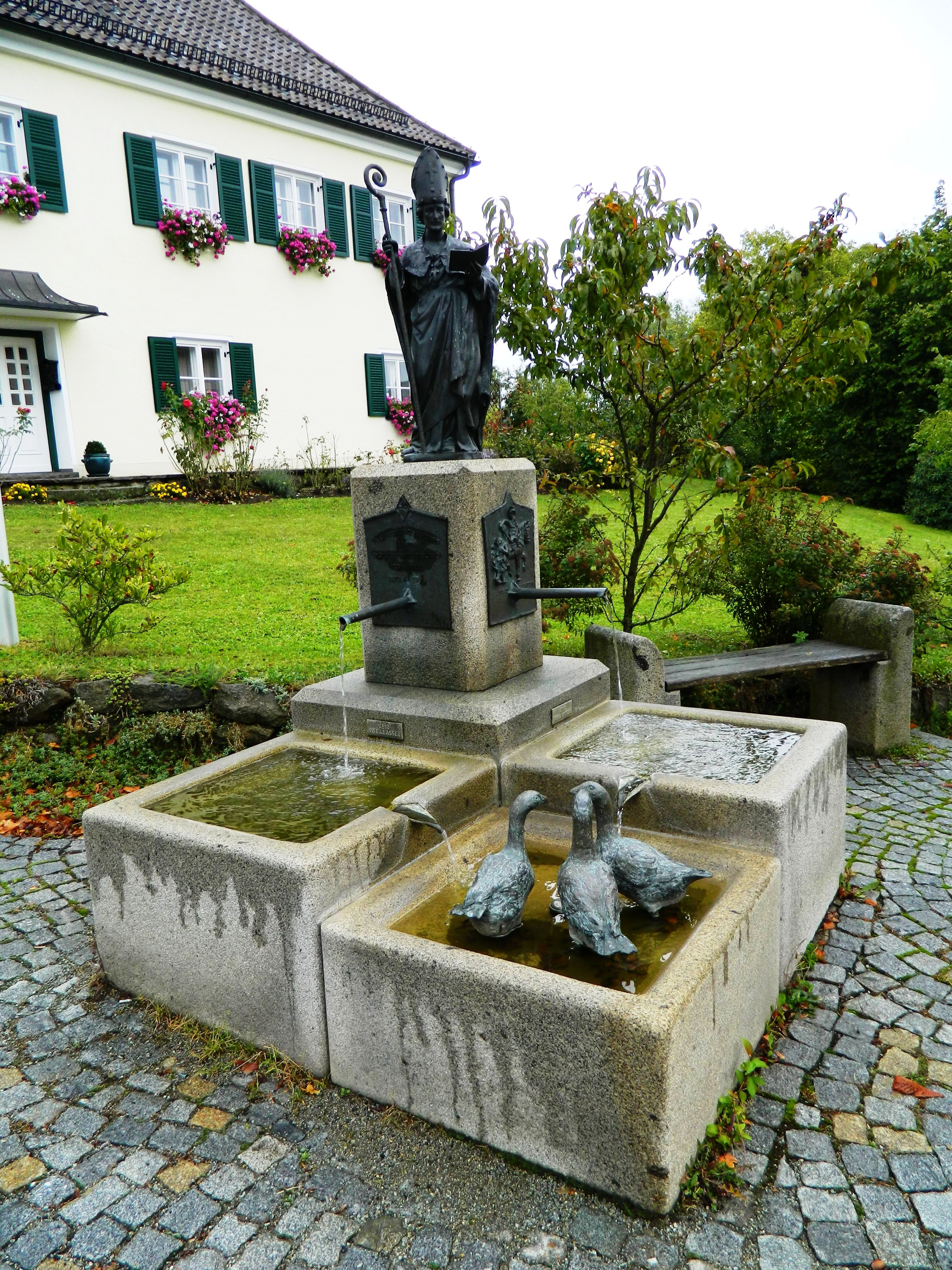
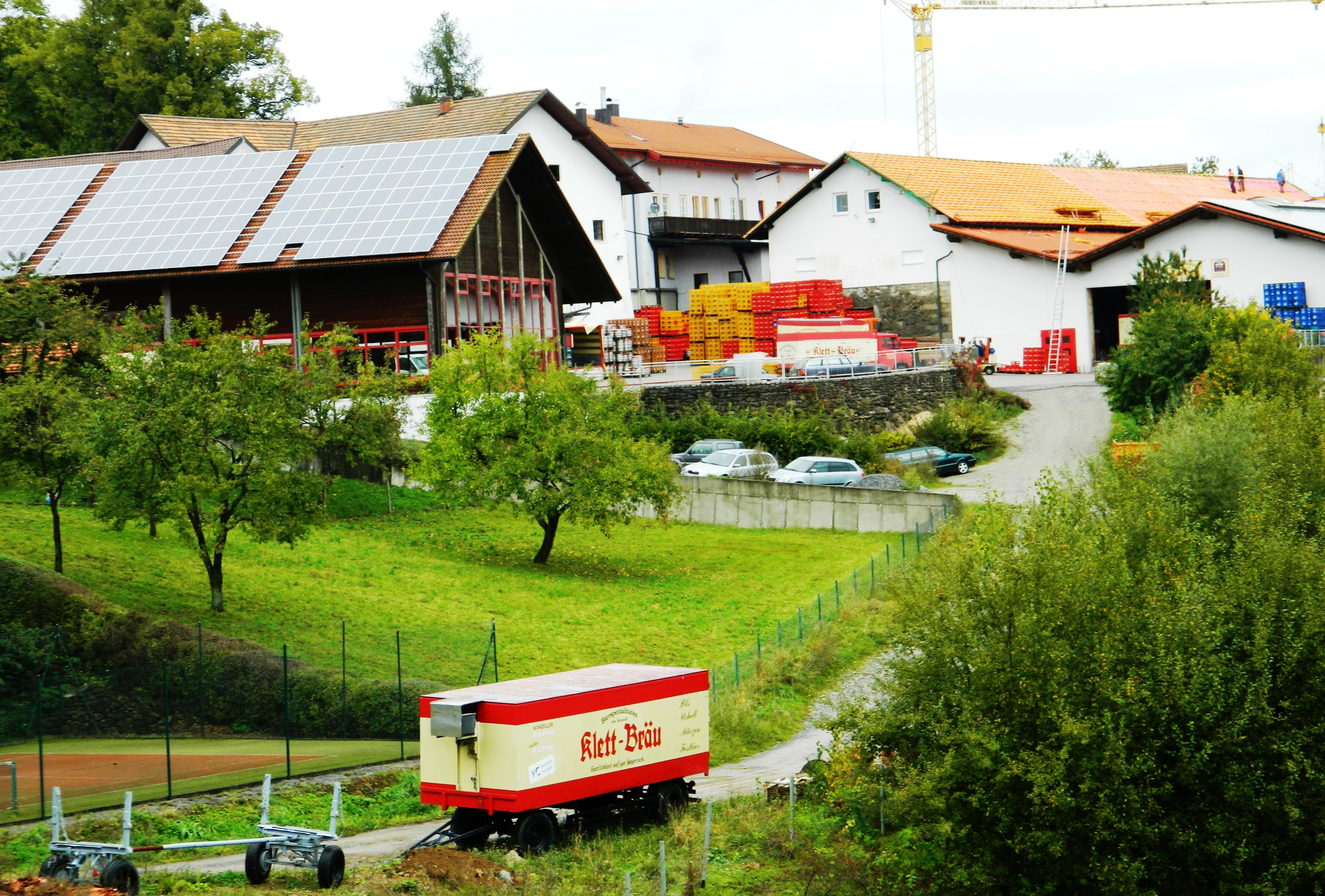